# Бхаруч (окръг)
Окръг Бхаруч е разположена в щата Гуджарат, Индия с площ от 6524 км2 и население 1 370 656 души (2001). Главен град е Бхаруч.

## Административно деление
Окръга е разделен на 8 талука.

## Население
Населението на окръга през 2001 година е 1 370 656 души, около 74,41 % от населението е неграмотно.

### Религия
(2001)
- 1 059 796 – индуисти
- 293 459 – мюсюлмани
- 8824 – джайнисти